# 約翰尼·索馬里
拉姆齊·哈立德·伊斯梅爾（英語：Ramsey Khalid Ismael，2000年9月26日—），網名約翰尼·索馬里（英語：Johnny Somali），是一名以出國旅遊時的挑釁行為知名的美國直播主。

## 生平
伊斯梅爾於2000年出生於亞利桑那州鳳凰城，其自稱父親是索馬里人，母親為埃塞俄比亞人，並聲稱自己曾是索馬里兒童兵。據其說法，他在美國亞利桑那州斯科茨代爾成長，並於2021年5月自亞利桑那州立大學獲得金融學士學位。

## 事蹟
伊斯梅爾以「約翰尼·索馬里」為網名，主要透過YouTube和Kick等視像分享網站在包括日本、泰國、以色列和韓國等地進行旅遊直播。他於2023年5月開始直播主生涯，並被Twitch封禁後轉至Kick平台，但隨後也在Kick遭到短暫停權。2024年5月，他被Kick永久封禁，隨後試圖說服Twitch解禁未果。目前他於Rumble上進行直播。

### 爭議

#### 日本事件
索馬里在日本的旅行中曾對當地人發表反日言論，包括涉及廣島與長崎原子彈爆炸的挑釁語句，甚至在火車上威脅要用核武器攻擊日本。索馬里有時會在公共場合被當地人認出後遭到攻擊，並受到帶有種族歧視的辱罵。一次事件中，一名美國男子因為他的行為上前質問，索馬里當時辯稱自己只是「網絡白目」。該名美國男子的舉動受到網路上的廣泛讚賞，而索馬里表示自己當時醉酒，並已向該男子道歉。索馬里還曾騷擾日本Twitch直播主Meowko，這一行為最終導致Twitch禁封他的帳號。
2023年6月，索馬里到訪東京迪士尼度假區，播放含有「原子彈」歌詞的音樂，並在未經允許的情況下拍攝遊客的反應。
2023年8月，索馬里和為他錄影的傑里邁亞·德瓦恩·布蘭奇帶著面具，闖入大阪一處酒店的建築工地，並對現場工人高喊「福島」。工人將他們驅趕後，兩人隨即因涉嫌擅闖而被捕。9月，他們因在營業時間內播放超大音量的音樂干擾餐廳營業，再次被指控妨礙業務罪。他辯稱音樂播放是因手機製造商華為在手機上安裝了「中國病毒」所致。法庭上，法官裁定他有罪，並表示「他可以選擇調小音量」。
12月19日，索馬里因第二次被捕後一直被拘押，當日因妨礙業務共謀罪於大阪地方法院出庭。對其針對闖入建築工地的指控已被撤銷，檢方則要求對其處以20萬日元罰款。索馬里隨後在庭上承認曾對法官和檢方撒謊，先前他稱自己從未從影片中獲得收入。2024年1月10日，法院裁定他有罪，處以20萬日元（約1400美元）罰款，隨後他自願返回美國。2024年3月，索馬里停止直播活動，改用「Zoom挑釁」，主要針對有日本人參與的Zoom通話進行干擾。

#### 以色列事件
2024年3月25日，索馬里前往以色列特拉維夫，並與當地的阿拉伯人和猶太人發生爭執，最終與對方對峙並遭到毆打。由於這段直播，Kick平台因他煽動和宣揚暴力行為而對其封鎖一週。
4月5日，索馬里到訪耶路撒冷的西牆並進行直播。他將自己把哈維·溫斯坦、阿丁·羅斯和傑弗里·愛潑斯坦的照片貼在牆上的這一幕拍攝下來，並聲稱溫斯坦是他心目中的「頂尖猶太人物」之一，還對羅斯發表侮辱性言論。隨後他被警方逮捕，並被禁止在50天內進入耶路撒冷。
4月7日，索馬里在特拉維夫的一場抗議活動中，因性騷擾一名女警而遭到拘留。釋放後僅16分鐘，他又開啟直播，並聲稱目睹一家餐廳的大規模槍擊事件。他還以自己是美國公民為由為自己的行為辯解。5月19日，索馬里再次在以色列遭到襲擊，因被指控「告密」引發衝突。其中一名男子手持一個可能為武器的物品，但並未用該物品攻擊索馬里。

#### 韓國事件
2024年3月10日，在索馬里計劃前往韓國首爾之前，其在一則已刪除的X／Twitter貼文中威脅要掌摑一名防彈少年團成員。
10月7日，索馬里對象徵二戰期間為日本充當性奴隸的慰安婦少女銅像進行猥褻行為，包括親吻雕像並做出膝上舞等猥褻動作。他還在地鐵上大聲播放如朝鮮領導人金正恩演講等不雅聲音，並因在公車上大聲播放朝鮮音樂而被趕下車。10月17日，他在一家便利攤位疑似因員工阻止其飲酒而動粗。10月26日，他被警方拘留期間不遵守規定。隨後，他將不明液體潑向一名女子，並將其手中的相機拍落至街上。11月2日，韓國當局在針對他早前事件進行調查期間，禁止他離境。